# 李兆珍
李兆珍（1846年—1927年）本名廷忻，字姬偲，学名邴，字星冶、新冶、星野。福州长乐县人。清朝及中华民国政治人物、书法家。

## 生平
同治十二年（1873年），李兆珍中举人。光绪初年，任望都县知县，因政绩突出而被称为“李望都”。后来兼理唐县，历署抚宁县、清苑县等县，升署蔚州、磁州、滦州知州。后来，李兆珍任天津府知府，获保荐3次，循良3次。后来，他历任河南汝南府、开封府知府，升任南汝光浙分巡兵备道。
辛亥革命后，李兆珍任豫南观察使、河南内务司司长。到北京后，任审计院院长。后来曾任参政院参政、安徽巡按使、参议院议员、安徽省省长等职。
1921年6月2日，安庆各学校师生派代表赴安徽省议会请愿，遭到驱逐，学生姜高琦身中七刀，经抢救无效身亡。“姜案”发生之后，倪道烺、马联甲与中国国民党右派管鹏合作，企图夺取安徽省政权。他们通过手下的刘道章、关芸农等人活动，由倪道烺出资300万元，包办安徽省议会，策划推举倪道烺为民选省长、管鹏为副省长，以便镇压各校风潮及学生运动（按当时体制，督军无法管辖学校、直接处理学生示威游行等事宜，民政问题由省长专门负责）。师生领袖们随即决定各自回原籍活动，反贿选。李光炯、光明甫、史恕卿等人回桐城，卢仲农、朱子帆等人回无为，朱蕴山、沈子修回六安。他们捣毁选票柜，收集并揭露贿选情况，还向北京政府控诉倪道烺、马联甲贿选罪状。倪道烺、马联甲遂又以40万元贿赂北京政府内阁总理靳云鹏，任命倪道烺的老师李兆珍为安徽省省长。安徽民众不承认李兆珍为安徽省省长。师生领袖们发动教职员及学生2000余人，背行李睡在江岸，守住城门，不让李兆珍登岸入城就任。李兆珍便化装为商人混入安徽省长公署。安庆、芜湖随即举行“三罢”，发动游行示威直赴安徽省长公署。卫兵与师生冲突，打伤安徽省立第二甲种农业学校教员王肖山，引發民众愤怒。李兆珍最终逃出安徽省长公署。“驱李运动”成功，安庆召开了万人庆祝大会。
1927年，李兆珍逝世。
李兆珍擅长王羲之《圣教序》书体。